# Gare de Coron-de-Méricourt
Ne doit pas être confondu avec Gare de Méricourt - Ribémont.
La gare de Coron-de-Méricourt est une gare ferroviaire française de la ligne de Lens à Ostricourt, située sur le territoire de la commune de Méricourt dans le département du  Pas-de-Calais en région Hauts-de-France.
C'est une halte voyageurs de la Société nationale des chemins de fer français (SNCF) desservie par des trains TER Hauts-de-France.

## Situation ferroviaire
Établie à 30 mètres d'altitude, la gare de Coron-de-Méricourt est située au point kilométrique (PK) 213,049 de la ligne de Lens à Ostricourt entre les gares de Pont-de-Sallaumines et de Billy-Montigny.

## Service des voyageurs

### Accueil

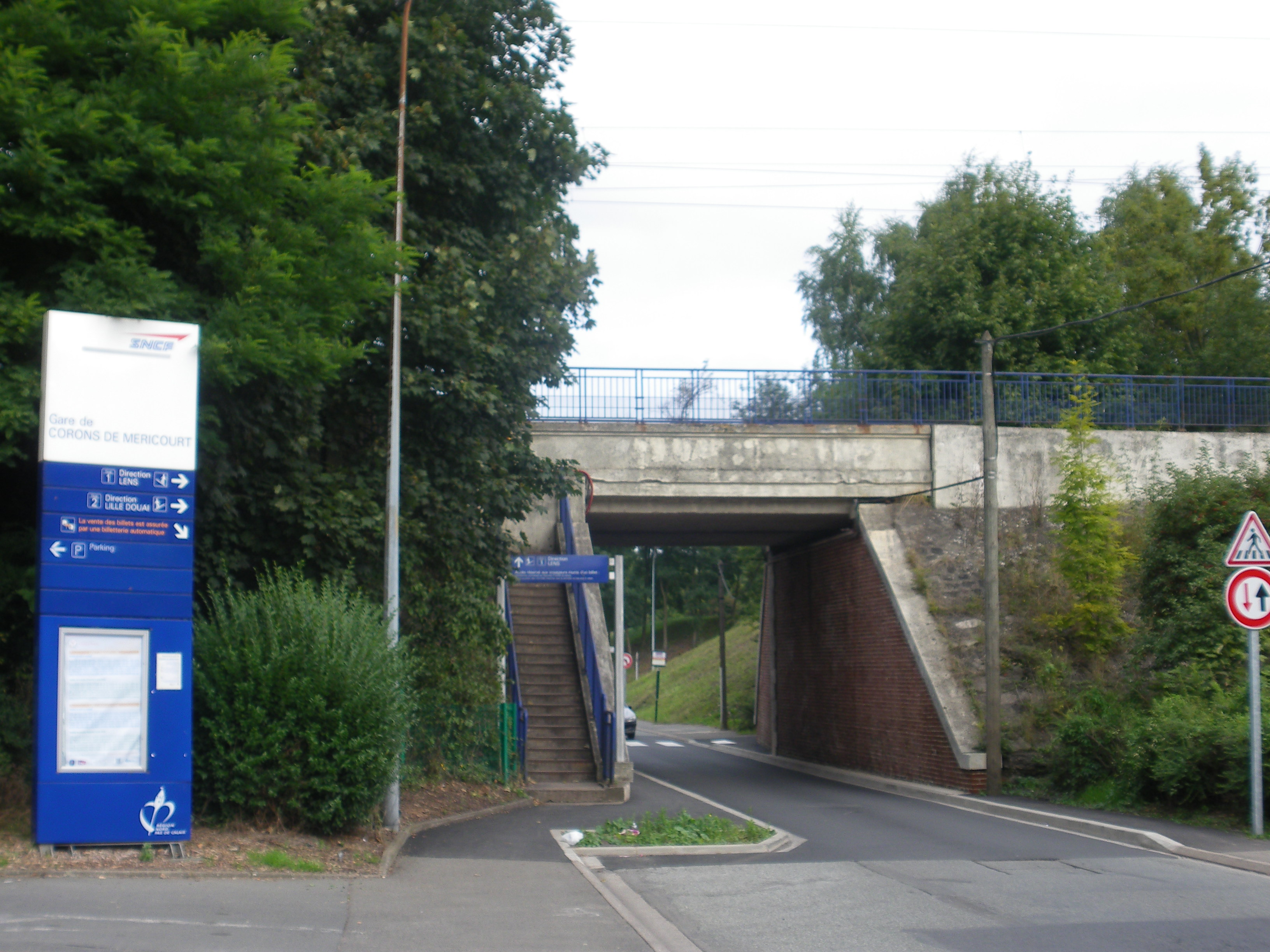
Vue du pont ferroviaire qui surplombe la rue Pierre-Simon.

Halte SNCF, c'est un point d'arrêt non géré (PANG) à entrée libre.
La traversée des voies et l'accès aux quais se fait par des escaliers et la rue Pierre-Simon qui passe sous le pont ferroviaire.

### Desserte
Coron-de-Méricourt est desservie par des trains TER Hauts-de-France qui effectuent des missions, entre les gares de Lens et de Lille-Flandres, ou de Valenciennes, ou de Dourges.

### Intermodalité
Le stationnement des véhicules est difficile à proximité[réf. nécessaire].